# Dicranomyia (Neolimnobia) anthracopoda
Dicranomyia (Neolimnobia) anthracopoda is een tweevleugelige uit de familie steltmuggen (Limoniidae). De soort komt voor in het Neotropisch gebied.